# Kerrick
Kerrick is een plaats (city) in de Amerikaanse staat Minnesota, en valt bestuurlijk gezien onder Pine County.

## Demografie
Bij de volkstelling in 2000 werd het aantal inwoners vastgesteld op 71.
In 2006 is het aantal inwoners door het United States Census Bureau geschat op 73, een stijging van 2 (2,8%).

## Geografie
Volgens het United States Census Bureau beslaat de plaats een oppervlakte van
2,6 km², geheel bestaande uit land. Kerrick ligt op ongeveer 349 m boven zeeniveau.

## Plaatsen in de nabije omgeving
De onderstaande figuur toont nabijgelegen plaatsen in een straal van 20 km rond Kerrick.